# Ligne 14 du métro de Valence
La ligne 14 (en catalan : Línia 14 de Metrovalència) est un projet de ligne du métro de Valence. Elle sera exploitée par FGV et desservira les villes de Valence, Xirivella, Alaquàs et Aldaia.

## Historique
La première évocation d'une ligne reliant Alaquàs et Aldaia au réseau du métro de Valence est émise en 2006 avec le projet du métro de l'Horta Sud, qui devait connecter entre elles une quinzaine de communes. Xirivella, elle, devait voir passer le tramway périphérique (Tranvía Orbital). Ces projets sont abandonnés en raison des conséquences de la crise économique mondiale de 2008 sur les finances des autorités de la Communauté valencienne.
En décembre 2021, lors de la présentation du plan de déplacements urbains de la métropole de Valence, le gouvernement régional annonce la création future de la ligne 14, avec pour objectif de l'ouvrir en 2035. Cette nouvelle infrastructure est conditionnée au doublement du tunnel entre les stations Colón et Xàtiva, arrivé à saturation.
Le président de la Généralité, Ximo Puig, déclare le 19 mai 2023 que son intention est de réduire au maximum les délais de réalisation et de solliciter un emprunt auprès de la Banque européenne d'investissement (BEI) afin que la ligne soit mise en service au plus tard en 2027.

## Caractéristiques

### Ligne
La ligne reliera Marítim à Barri del Crist. Elle suivra le tracé de la ligne 5 jusqu'à Nou d'Octubre. À ce niveau, elle bifurquera pour desservir Xirivella avec trois stations, Alaquàs avec deux stations et Aldaia avec deux stations, dont le terminus.

### Stations et correspondances
La ligne 14 sera en correspondance avec les lignes 3, 5, 6, 7, 9 et 10.

## Exploitation
La ligne sera exploitée par les Ferrocarrils de la Generalitat Valenciana (FGV), sous la marque Metrovalència.